# Leif Newry Fitzroy Crozier

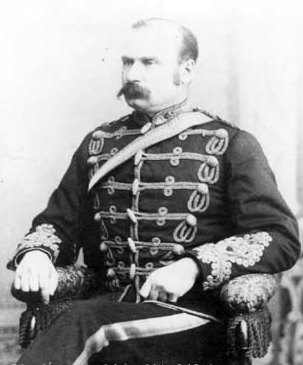
Crozier 1880

Leif Newry Fitzroy Crozier (* 11. Juni 1846 vermutlich in Newry, Nordirland; † 25. Februar 1901 in Cushing, Oklahoma; eigentlich Lief Newry Fitzroy Crozier), bekannt als L.N.F. Crozier, war ein kanadischer Offizier der North-West Mounted Police, der durch seine Rolle in der Nordwest-Rebellion von 1885 in der heutigen kanadischen Provinz Saskatchewan, damals Teil der Nordwest-Territorien, bekannt wurde.
Am 26. März 1885 führte Crozier eine Gruppe von etwa 100 berittenen Polizisten (NWMP) und Freiwilligen aus Prince Albert von Fort Carlton aus, um den aufständischen Métis bei Duck Lake im heutigen Saskatchewan entgegenzutreten. In der folgenden Schlacht von Duck Lake wurde die NWMP von den Métis aufgebracht. Croziers Rolle während des Fortgangs der Rebellion war eher gering; seine Männer verblieben die meiste Zeit in Battleford, Saskatchewan. Ungeachtet dessen wurde er am 1. April zum Assistant Commissioner der NWMP befördert, ein Amt, das er bis zu seinem erzwungenen Ruhestand 1886 innehatte. Die ihm verbleibenden Jahre verbrachte er als Kaufmann und Banker in Oklahoma, wo er am 25. Februar 1901 in Cushing an einem Herzinfarkt verstarb.